# Thibaut de Saint Pol
Pour les articles homonymes, voir Pol.
Thibaut de Saint Pol , né en  1981, est un sociologue et haut fonctionnaire français. 
Il est délégué interministériel à la jeunesse et directeur de la jeunesse, de l'éducation populaire et de la vie associative.

## Biographie

### Parcours académique
Normalien et diplômé de l'École nationale de la statistique et de l'administration économique (ENSAE), il est titulaire d'une thèse en sociologie de l'Institut d'études politiques de Paris consacrée aux dimensions sociales de l’obésité.
Spécialiste de l’étude des modes de vie et des inégalités sociales, il a mené de nombreux travaux d'enquêtes et d'études à l'Insee, aux ministères de l'Éducation nationale, des Affaires sociales et de la Santé, mais aussi en tant que chercheur à l'Observatoire sociologique du changement de Sciences Po ou professeur associé au département de sciences sociales de l'École normale supérieure de Paris-Saclay.
Ses travaux sur l'apparence, les pratiques alimentaires et les inégalités de santé ont reçu un assez large écho en France, mais aussi à l'étranger,,. Ses travaux ont également porté sur les parcours des jeunes, leur insertion et leur santé, en particulier les personnes sortant sans diplôme du système scolaire.

### Parcours professionnel
Inspecteur général de l’Institut national de la statistique et des études économiques, il a commencé sa carrière à la Direction générale de l’Insee, puis à la Direction de l’évaluation, de la prospective et de la performance (DEPP) et à la Direction de la recherche, des études, de l’évaluation et des statistiques (DREES).
Il est nommé de 2016 à 2021 directeur de l'Institut national de la jeunesse et de l'éducation populaire, service à compétence nationale chargé des études, des statistiques et de l'évaluation des ministères de la jeunesse, de la vie associative et des sports.
Il occupe de 2021 à 2022 le poste de directeur du cabinet de Sarah El Haïry, secrétaire d'État auprès du ministre de l'Éducation nationale, de la Jeunesse et des Sports, chargée de la jeunesse et de l'engagement, et directeur adjoint du cabinet de Jean-Michel Blanquer, ministre de l'Éducation nationale, de la Jeunesse et des Sports.
Il est nommé en avril 2022 secrétaire général du Conseil d'évaluation de l'Ecole.
Il est nommé en janvier 2023 directeur de la jeunesse, de l'éducation populaire et de la vie associative.

## Publications
il est l'auteur de trois romans.
- N'oubliez pas de vivre, Albin Michel, 2004 (Livre de Poche, 2006).   (ISBN 2226153969)
- Pavillon Noir, Plon, 2007.   (ISBN 2259205925)
- À mon cœur défendant, Plon, 2010.   (ISBN 2259208819)

études
- Le Corps désirable. Hommes et femmes face à leur poids, Presses universitaires de France, 2010.   (ISBN 2130578640)
- Être sans diplôme aujourd’hui en France : quelles caractéristiques, quel parcours et quel destin ?, Économie et Statistique, 2011, no 414, pp. 29–50.
- Les outre-mer français : conditions de vie, santé et protection sociale, Dossier thématique, (avec L. Gonzalez), Revue française des affaires sociales, La documentation française, 2015, 190 p.
- Sociologie de l'alimentation, (dir.) L'Année sociologique, Volume 67 no 1/2017, Presses universitaires de France, 2017.  (ISBN 978-2-130-78787-7)
- Les Enjeux sociaux des cuisines du futur et alimentations de demain, (co-dir.avec Kilien Stengel), L’Harmattan, 2017  (ISBN 978-2-343-13465-9)

## Distinctions
- Chevalier de l'ordre national du Mérite (15 mai 2025[13])[14]
- Médaille de la jeunesse, des sports et de l'engagement associatif, échelon or
- Prix de thèse de la Ville de Paris pour les études de genre 2009[15].
- Prix de Sciences Humaines Appliquées à la Nutrition Jean Trémolières 2009.